# Tomelilla landsfiskalsdistrikt
Tomelilla landsfiskalsdistrikt var 1918–1964 ett landsfiskalsdistrikt i Kristianstads län, bildat som Tryde landsfiskalsdistrikt när Sveriges indelning i landsfiskalsdistrikt trädde i kraft den 1 januari 1918, enligt beslut den 7 september 1917. När Sveriges nya indelning i landsfiskalsdistrikt trädde i kraft den 1 januari 1952 (enligt kungörelsen 1 juni 1951) ändrades distriktets namn till Tomelilla landsfiskalsdistrikt. Den 1 januari 1965 avskaffades i Sverige samtliga landsfiskaler och landsfiskalsdistrikt, och deras arbetsuppgifter delades upp på de nyskapade indelningarna polisdistrikt, åklagardistrikt och kronofogdedistrikt.
Landsfiskalsdistriktet låg under länsstyrelsen i Kristianstads län.

## Ingående områden
Från den 1 juli 1942 (enligt beslut den 30 juni 1942) upphörde distriktsåklagartjänsten i Tomelilla köping, och köpingen tillhörde därmed landsfiskalsdistriktet i alla hänseenden. Den 1 januari 1952 ändrades distriktets ingående områden genom kommunreformen 1952 samt överföring till närliggande distrikt.

### Från 1918
Ingelstads härad:
- Benestads landskommun
- Kverrestads landskommun
- Onslunda landskommun
- Smedstorps landskommun
- Spjutstorps landskommun
- Tranås landskommun
- Tryde landskommun
- Ullstorps landskommun
- Övraby landskommun

### Tillkomna senare
- Tomelilla köping: utbruten ur landskommunerna Tryde och Ullstorp den 1 januari 1921.

### Från 1 oktober 1941
Ingelstads härad:
- Benestads landskommun
- Kverrestads landskommun
- Onslunda landskommun
- Smedstorps landskommun
- Spjutstorps landskommun
- Tomelilla köping (förutom i åklagarhänseende, som köpingen skötte själv med en distriktsåklagare)[5]
- Tranås landskommun
- Tryde landskommun
- Ullstorps landskommun
- Övraby landskommun

### Från 1 juli 1942
Ingelstads härad:
- Benestads landskommun
- Kverrestads landskommun
- Onslunda landskommun
- Smedstorps landskommun
- Spjutstorps landskommun
- Tomelilla köping
- Tranås landskommun
- Tryde landskommun
- Ullstorps landskommun
- Övraby landskommun

### Från 1 januari 1952
- Glemmingebro landskommun
- Löderups landskommun
- Onslunda landskommun
- Smedstorps landskommun
- Tomelilla köping